# Кариков, Тимофей Фёдорович
Тимофей Фёдорович Кариков — советский хозяйственный, государственный и политический деятель, Герой Социалистического Труда.

## Биография
Родился в 1927 году на хуторе Солнцево. Член КПСС.
Участник Великой Отечественной войны. С 1950 года — на хозяйственной, общественной и политической работе. В 1950—1987 гг. — слушатель курсов при учебно-курсовом комбинате треста «Кадиевуголь», горнорабочий, бригадир комплексной бригады на шахте им. Ильича, бригадир комплексной бригады горнорабочих очистного забоя шахты № 47 треста «Кадиевуголь» комбината «Луганскуголь» Министерства угольной промышленности Украинской ССР.
Указом Президиума Верховного Совета СССР от 29 июня 1966 года присвоено звание Героя Социалистического Труда с вручением ордена Ленина и золотой медали «Серп и Молот».
Делегат XXV съезда КПСС.
Умер в Брянке после 1987 года.